# Hausen (Oberaula)

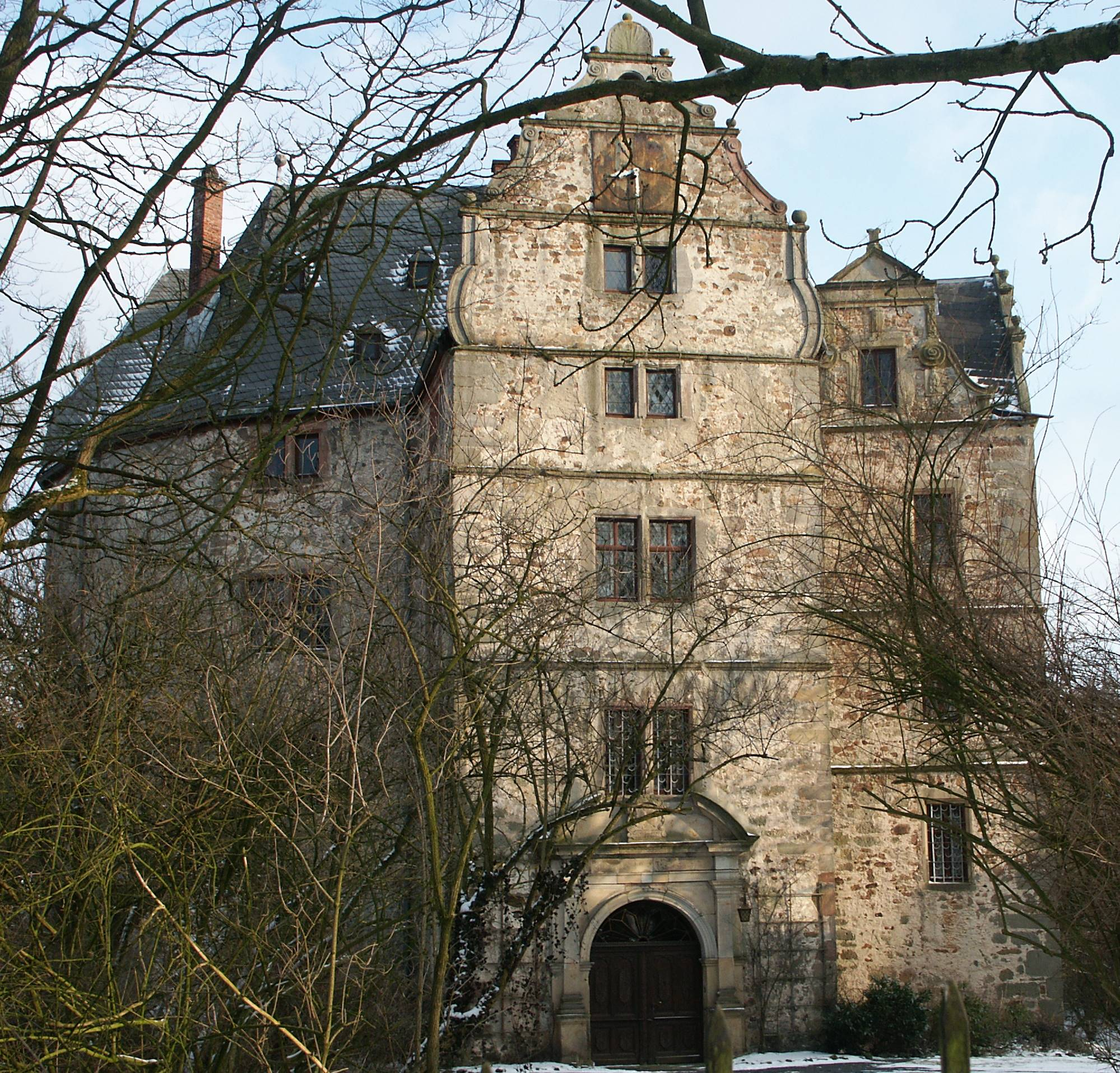
Schloss Hausen

Hausen (ⓘ) ist ein Ortsteil der Gemeinde Oberaula im nordhessischen Schwalm-Eder-Kreis. Der Ort ist ein staatlich anerkannter Erholungsort. Er ist mit ca. 590 Einwohnern der größte Ortsteil der Gemeinde Oberaula.

## Geographie
Hausen liegt südwestlich der Kerngemeinde Oberaula am Häuserbach. Umrahmt wird der Ort von Erhebungen, die zu den Ausläufern des Knüllgebirges gehören: dem Döhnberg, dem Kirschenwald und dem Räuberswald. Im Ort treffen sich die Landesstraßen 3157 und 3294.
Der Ort hatte einen Haltepunkt an der 1907 erbauten Eisenbahnlinie Treysa – Niederaula – Hersfeld. Die Bahnlinie ist mittlerweile stillgelegt und wurde in einen Radweg (Bahnradweg Rotkäppchenland) umgewandelt, der von Neustadt (Hessen) bis Niederaula führt.
Im Nordwesten von Hausen liegt der  ehemalige Ferienpark Aulatal, heute Wohngebiet. 

## Geschichte
Der Ort wurde erstmals im Jahre 1160 als de Husen erwähnt. Erst 1585 kam der heutige Name Hausen auf. Das am westlichen Ortsrand gelegene Schloss befindet sich seit dem 30. Oktober 1463 im Besitz der Familie von Dörnberg, die seit 1465 bis heute auch das Patronatsrecht der Hausener Kirche ausübt.
1323 erhielt das Kloster Fulda von König Ludwig dem Bayern das Recht, Hausen zur Stadt mit Frankfurter Recht zu erheben. Im Jahre 1356 verwüstete der Landgrafensohn Otto der Schütz Hausen durch Feuer und Schwert. Das Stadtrecht geriet nach der Zerstörung des Ortes in Vergessenheit.
Als erste Gemeinde schloss sich Hausen im Rahmen der Gebietsreform in Hessen mit Oberaula am 1. April 1972 zusammen.

## Sehenswürdigkeiten
- Das Schloss Hausen
- Die am nördlichen Ortsrand gelegene Kirche mit Gruftanbau
- Eiche bei der Erbbegräbnisstätte mit einem Brusthöhenumfang von 7,51 m (2015).[6]